# Strabomantis
Strabomantis is een geslacht van kikkers uit de familie Strabomantidae. De groep werd voor het eerst wetenschappelijk beschreven door Wilhelm Peters in 1863.
Er zijn zestien soorten, alle soorten komen voor in Midden- en Zuid-Amerika, van Costa Rica tot die voorkomen in Brazilië, Colombia, Ecuador, Peru en Venezuela. De kikkers leven in zeer vochtige, tropische gebieden.

## Soorten
- Soort Strabomantis anatipes (Lynch & Myers, 1983)
- Soort Strabomantis anomalus (Boulenger, 1898)
- Soort Strabomantis biporcatus Peters, 1863
- Soort Strabomantis bufoniformis (Boulenger, 1896)
- Soort Strabomantis cadenai (Lynch, 1986)
- Soort Strabomantis cerastes (Lynch, 1975)
- Soort Strabomantis cheiroplethus (Lynch, 1990)
- Soort Strabomantis cornutus (Jiménez de la Espada, 1870)
- Soort Strabomantis helonotus (Lynch, 1975)
- Soort Strabomantis ingeri (Cochran & Goin, 1961)
- Soort Strabomantis laticorpus (Myers & Lynch, 1997)
- Soort Strabomantis necerus (Lynch, 1975)
- Soort Strabomantis necopinus (Lynch, 1997)
- Soort Strabomantis ruizi (Lynch, 1981)
- Soort Strabomantis sulcatus (Cope, 1874)
- Soort Strabomantis zygodactylus (Lynch & Myers, 1983)